# Apopestes genistae
Apopestes genistae là một loài bướm đêm trong họ Erebidae.